# زائفة بليارية
زائفة بليارية (الاسم العلمي: Pseudomonas balearica) هي نوع من البكتيريا تتبع جنس الزائفة من فصيلة الزوائف.